# Équipe cycliste continentale Groupama-FDJ
Cet article concerne l'équipe continentale. Pour l'équipe World Tour, voir Équipe cycliste Groupama-FDJ.
Pour les articles homonymes, voir Groupama.
L'équipe continentale Groupama-FDJ est une équipe cycliste masculine française. Créée en 2019, elle a le statut d'équipe continentale, a vocation à former de jeunes coureurs et est associée à l'équipe World Tour du même nom. Elle est dirigée par Jens Blatter, qui a auparavant été à la tête de l'équipe BMC Development. Les coureurs sont encadrés par le directeur sportif Jérôme Gannat et entraînés par Nicolas Boisson. L'équipe est basée et les coureurs logés au centre de performance de l'équipe Groupama-FDJ à Besançon. Son budget en 2019 s'élève à 1,2 million d'euros.
Le maillot de l'équipe est identique à celui de l'équipe World Tour.

## Politique du port des maillots de champions nationaux
Marc Madiot et Yvon Madiot, anciens champions de France sur route et de cyclo-cross, sont des anciens porteurs du maillot tricolore. Ils considèrent ce maillot comme le plus beau. Le fait de porter le drapeau national a une importance pour eux. Les différents champions nationaux de l'équipe World Tour n'ont donc jamais arboré le nom du sponsor sur leur tunique.
Cette règle s'est aussi imposée chez les coureurs étrangers comme Karl Patrick Lauk arrivés en début de saison.

## Principales victoires

### Courses d'un jour
- Paris-Tours espoirs : 2019 (Alexys Brunel)
- GP Adria Mobil : 2021 (Marijn van den Berg)
- Liège-Bastogne-Liège espoirs : 2022 (Romain Grégoire)
- Giro del Belvedere : 2022 (Romain Grégoire)
- Flèche ardennaise : 2022 (Romain Grégoire)
- Gran Premio Palio del Recioto : 2022 (Romain Grégoire)
- Youngster Coast Challenge : 2022 (Jensen Plowright)
- Grand Prix de la ville de Pérenchies : 2022 (Laurence Pithie)
- Grand Prix de la Somme : 2022 (Rait Ärm)
- Tour de Lombardie espoirs : 2024 (Brieuc Rolland)

### Courses par étapes
- Tour d'Eure-et-Loir : 2021 (Paul Penhoët)
- Tour de la Vallée d'Aoste : 2021 (Reuben Thompson) et 2022 (Lenny Martinez)
- Baltic Chain Tour : 2021 (Laurence Pithie)
- Tour Alsace : 2022 (Finlay Pickering)
- Triptyque des Monts et Châteaux : 2022 (Enzo Paleni)

### Championnats nationaux
- Champion d'Estonie sur route : 1
  - Course en ligne espoirs : 2021 (Rait Ärm)
- Champion de France sur route : 2
  - Contre-la-montre espoirs : 2023 (Eddy Le Huitouze), 2024 (Maxime Decomble)
- Champion de Grande-Bretagne sur route : 1
  - Course en ligne espoirs : 2022 (Samuel Watson)
- Champion d'Italie sur route : 1
  - Course en ligne espoirs : 2022 (Lorenzo Germani)
- Championnats de Suisse sur route : 1
  - Contre-la-montre espoirs : 2020 (Alexandre Balmer)

- Championnats de France de cyclo-cross : 1
  - Espoirs : 2022 (Romain Grégoire)

## Classements UCI
L'équipe participe aux circuits continentaux et principalement à des épreuves de l'UCI Europe Tour. Le tableau ci-dessous présente les classements de l'équipe sur les différents circuits, ainsi que son meilleur coureur au classement individuel.
UCI Africa Tour
| UCI Africa Tour | UCI Africa Tour        | UCI Africa Tour                           | UCI Africa Tour |
| Année           | Classement par équipes | Meilleur coureur au classement individuel |                 |
| --------------- | ---------------------- | ----------------------------------------- | --------------- |
| 2020            | -                      | Yakob Debesay (39e)                       |                 |
|                 |                        |                                           |                 |
| Source : UCI    |                        |                                           |                 |

UCI Europe Tour
| UCI Europe Tour | UCI Europe Tour        | UCI Europe Tour                           | UCI Europe Tour |
| Année           | Classement par équipes | Meilleur coureur au classement individuel |                 |
| --------------- | ---------------------- | ----------------------------------------- | --------------- |
| 2019            | 53e                    | Žiga Jerman (490e)                        |                 |
| 2020            | 49e                    | Alexandre Balmer (802e)                   |                 |
| 2021            | 15e                    | Marijn van den Berg (173e)                |                 |
| 2022            | 8e                     | Samuel Watson (209e)                      |                 |
| 2023            | 60e                    | -                                         |                 |
|                 |                        |                                           |                 |
| Source : UCI    |                        |                                           |                 |

UCI Oceania Tour
| UCI Oceania Tour | UCI Oceania Tour       | UCI Oceania Tour                          | UCI Oceania Tour |
| Année            | Classement par équipes | Meilleur coureur au classement individuel |                  |
| ---------------- | ---------------------- | ----------------------------------------- | ---------------- |
| 2021             | -                      | Laurence Pithie (21e)                     |                  |
| 2022             | -                      | Laurence Pithie (26e)                     |                  |
|                  |                        |                                           |                  |
| Source : UCI     |                        |                                           |                  |

L'équipe est également classée au Classement mondial UCI qui prend en compte toutes les épreuves UCI et concerne toutes les équipes UCI.

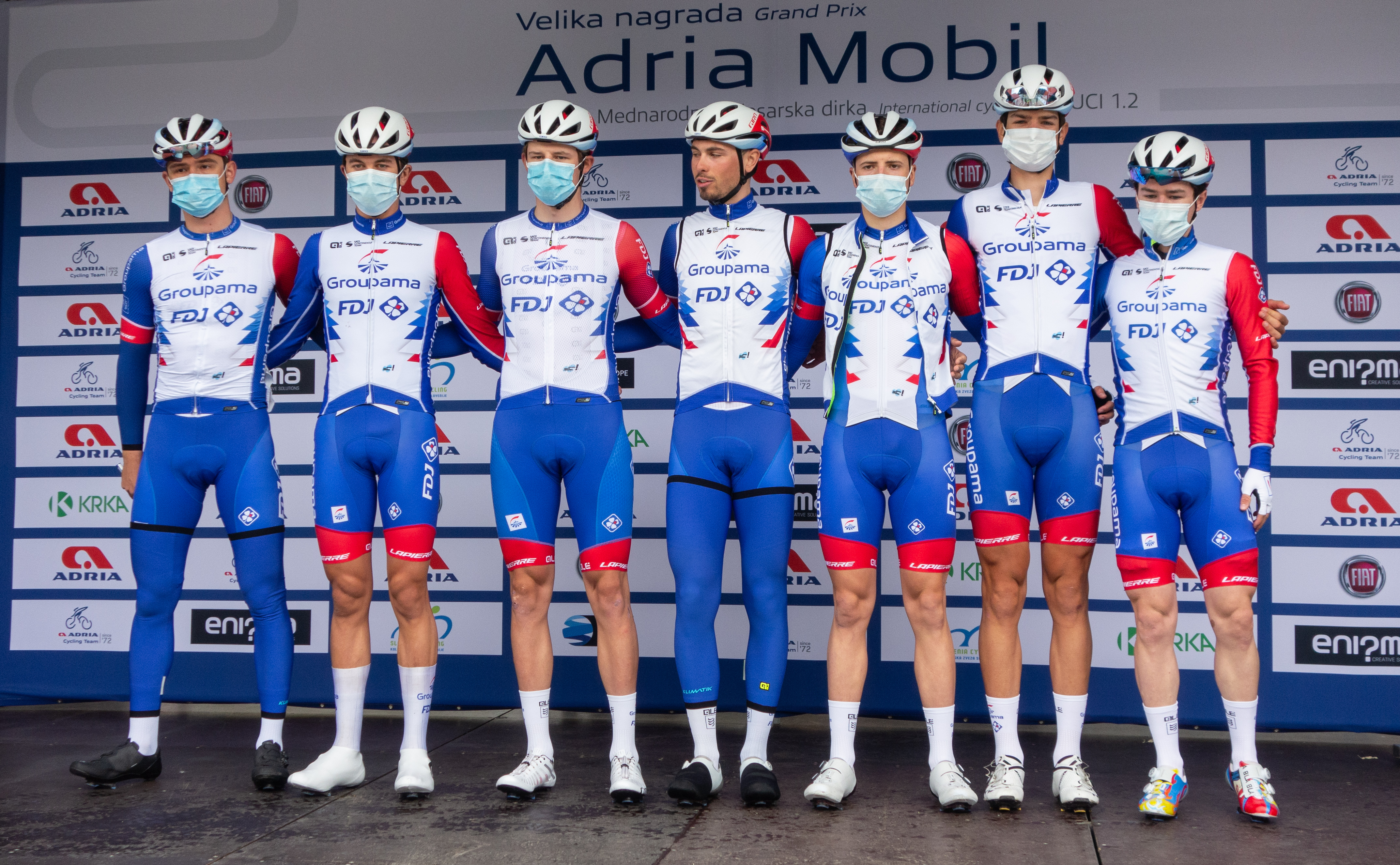
La Conti. Groupama-FDJ en 2021

| Classement mondial | Classement mondial     | Classement mondial                        | Classement mondial |
| Année              | Classement par équipes | Meilleur coureur au classement individuel |                    |
| ------------------ | ---------------------- | ----------------------------------------- | ------------------ |
| 2019               | 91e                    | Žiga Jerman (663e)                        |                    |
| 2020               | 79e                    | Alexandre Balmer (1033e)                  |                    |
| 2021               | 34e                    | Marijn van den Berg (202e)                |                    |
| 2022               | 27e                    | Samuel Watson (257e)                      |                    |
| 2023               | 113e                   | Thibaud Gruel (822e)                      |                    |
| 2024               | 64e                    | Brieuc Rolland (263e)                     |                    |
|                    |                        |                                           |                    |
| Source : UCI       |                        |                                           |                    |

## Groupama-FDJ Continental en 2025
Effectif
| Effectif 2025            | Effectif 2025     | Effectif 2025    | Effectif 2025                         |
| Cycliste                 | Date de naissance | Pays             | Équipe précédente                     |
| ------------------------ | ----------------- | ---------------- | ------------------------------------- |
| Max Bock                 | 10 mars 2005      | Allemagne        | Team Auto Eder (2022)                 |
| Eliott Boulet            | 7 septembre 2006  | France           |                                       |
| Lewis Bower              | 14 octobre 2004   | Nouvelle-Zélande |                                       |
| Maximilian Cushway       | 7 juin 2004       | France           | Morbihan Adris Gwendal Oliveux (2024) |
| Rémi Daumas              | 12 mars 2006      | France           |                                       |
| Maxime Decomble          | 16 juillet 2005   | France           | VC La Pomme Marseille (2023)          |
| Titouan Fontaine         | 20 juin 2005      | France           | VC Villefranche Beaujolais (2023)     |
| Baptiste Grégoire        | 13 février 2006   | France           | AG2R Citroën U19 Team (2023)          |
| Oscar Nilsson-Julien     | 10 janvier 2002   | France           | AVC Aix-en-Provence (2024)            |
| Reef Roberts             | 20 décembre 2006  | Nouvelle-Zélande |                                       |
|                          |                   |                  |                                       |
| Source : ProCyclingStats |                   |                  |                                       |

Victoires
| Victoires | Victoires | Victoires | Victoires | Victoires | Victoires |
| Date      | Course    | Pays      | Classe    | Vainqueur |           |
| --------- | --------- | --------- | --------- | --------- | --------- |

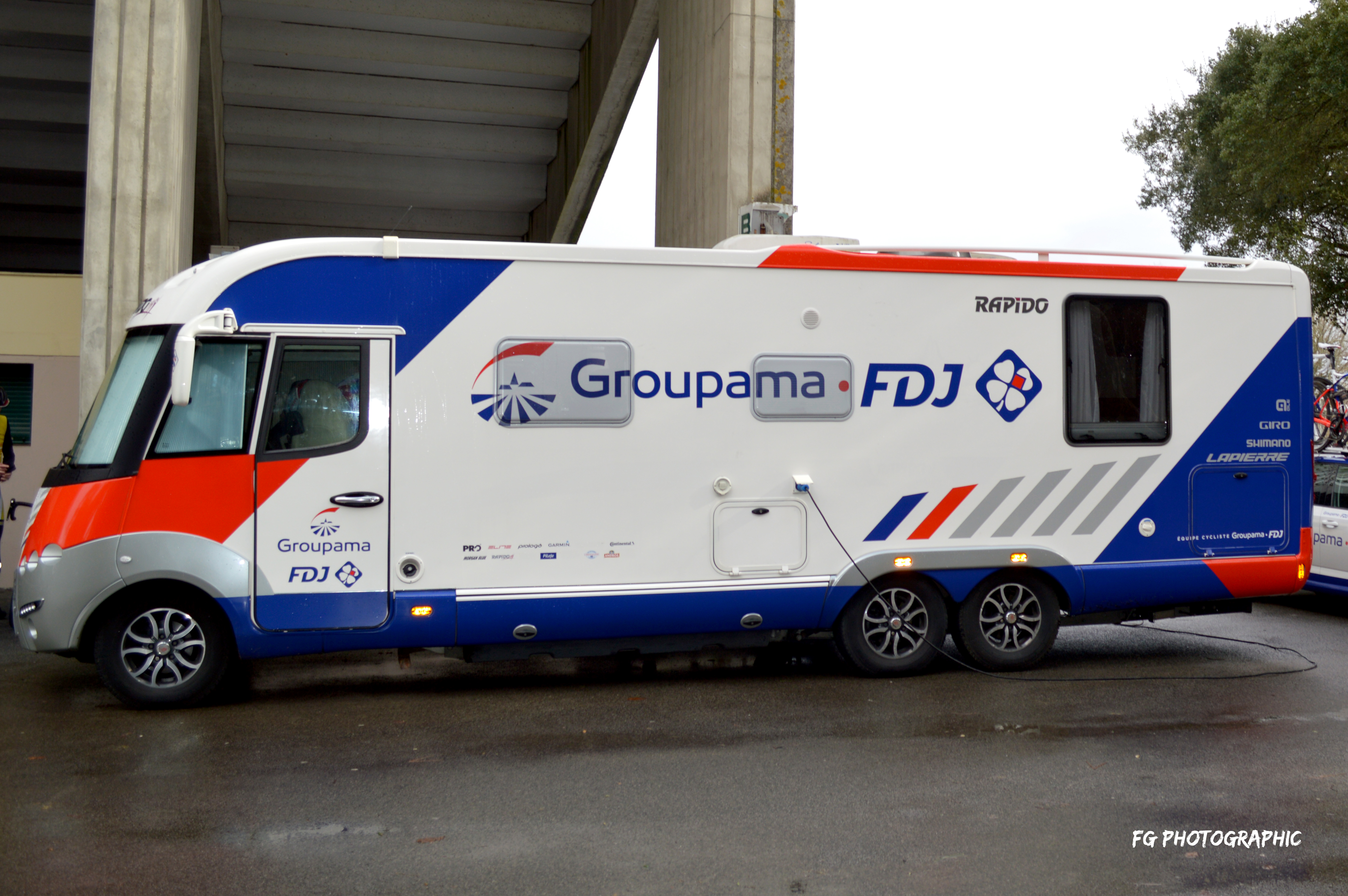
Bus de l'équipe continentale Groupama - FDJ saison 2019
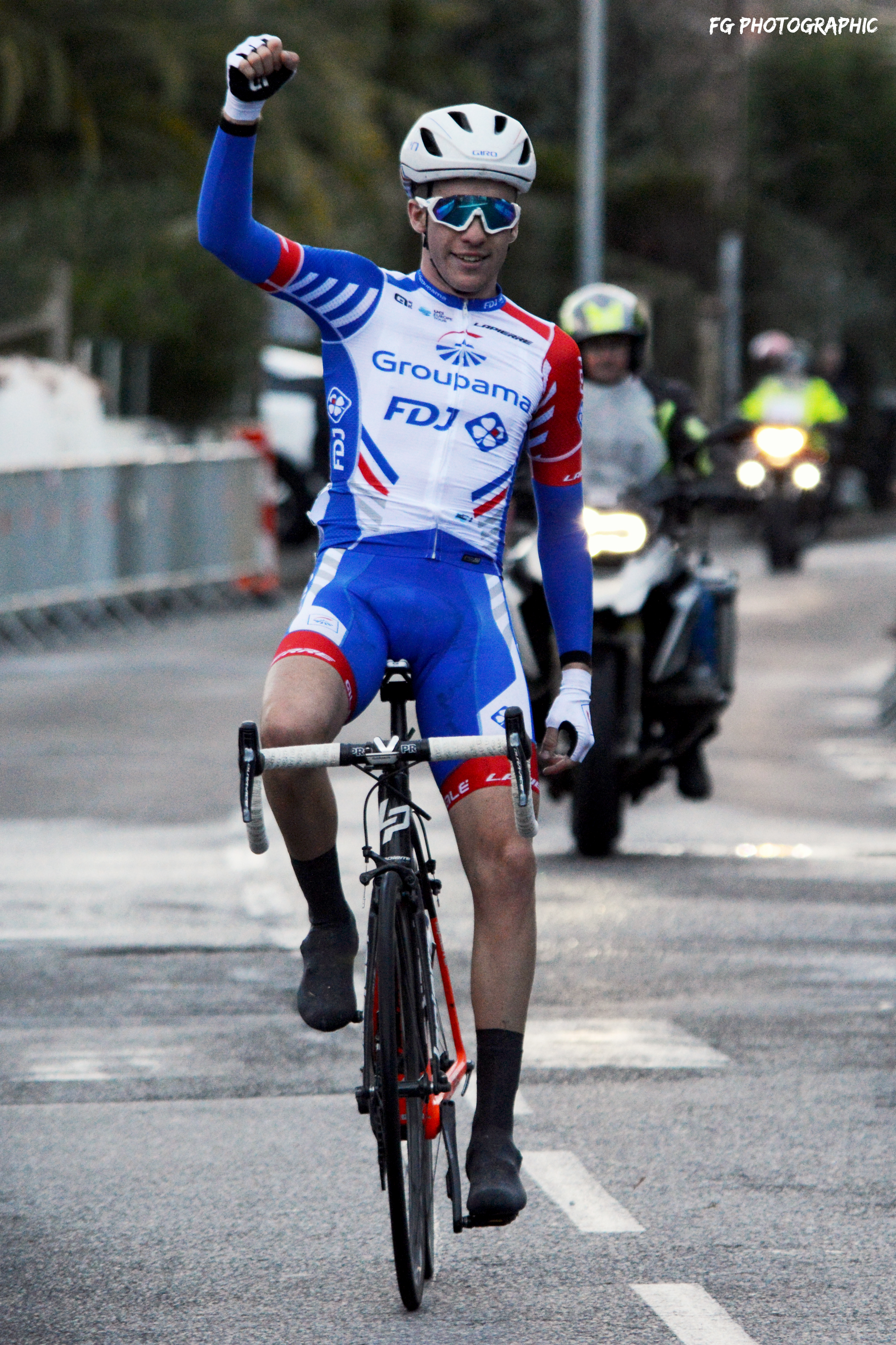
Première victoire de l'équipe continentale Groupama - FDJ dès sa première course (Essor Basque 2019)
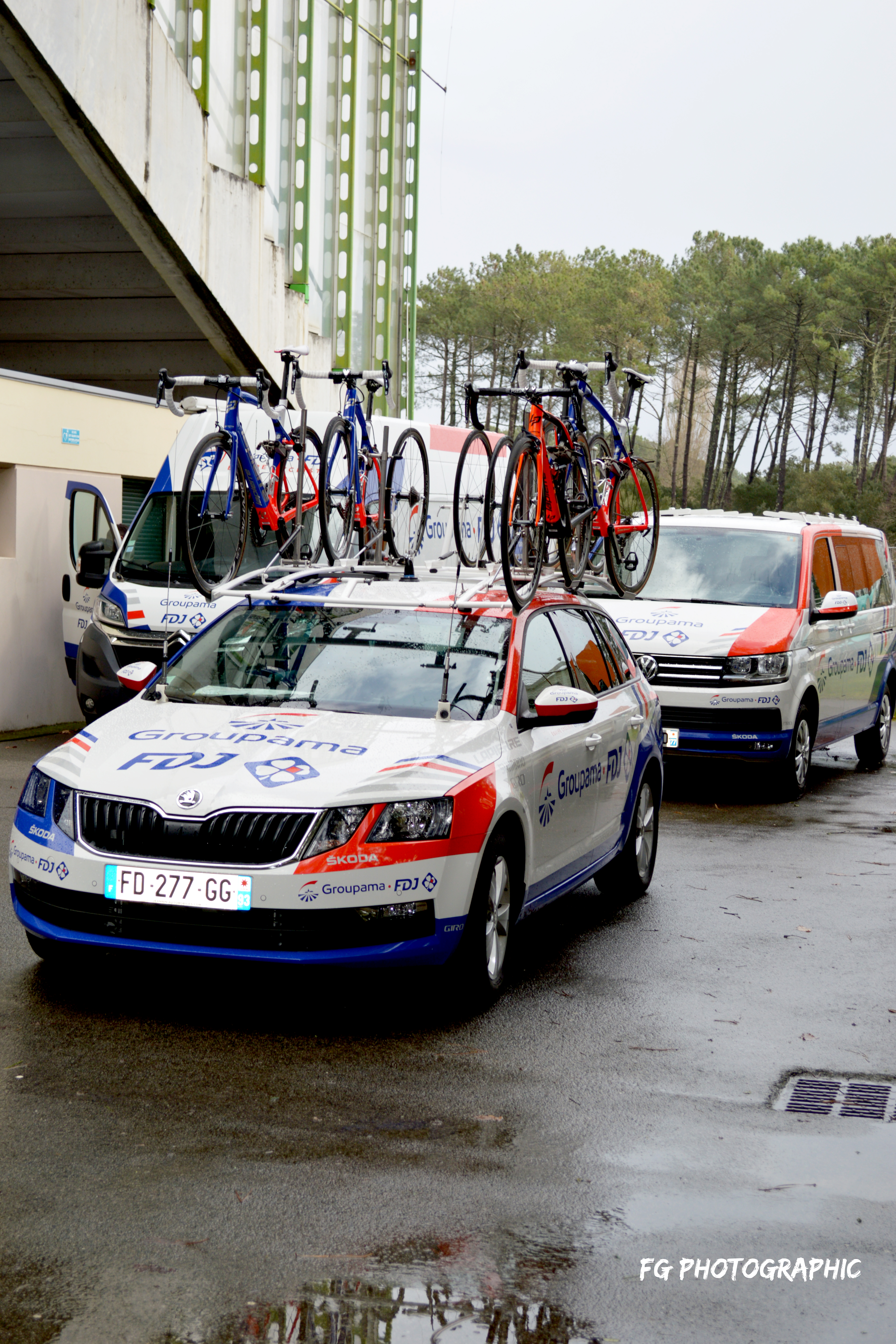
Véhicules conti groupama - FDJ saison 2019
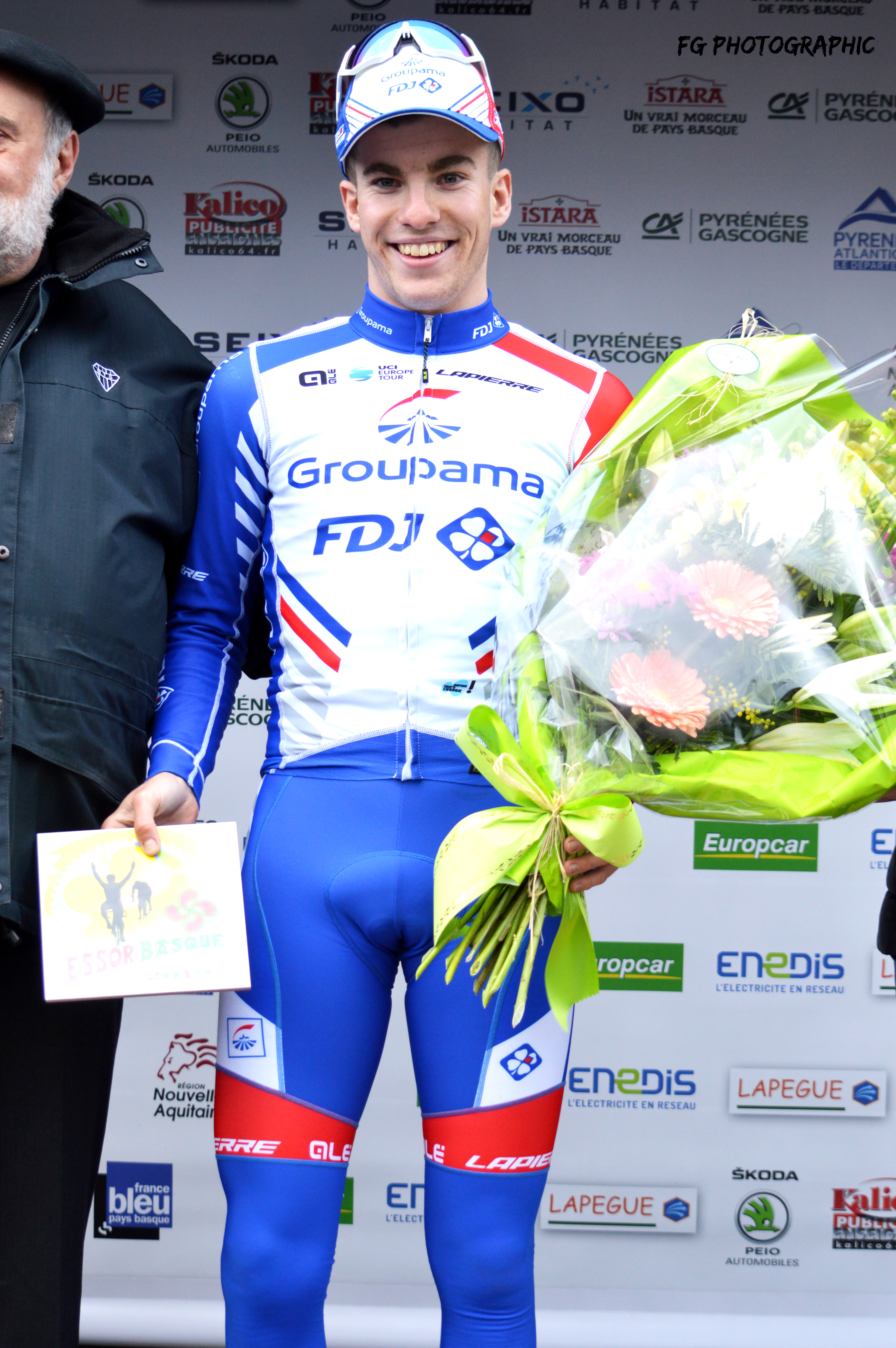
Premier bouquet pour l'équipe continentale Groupama - FDJ
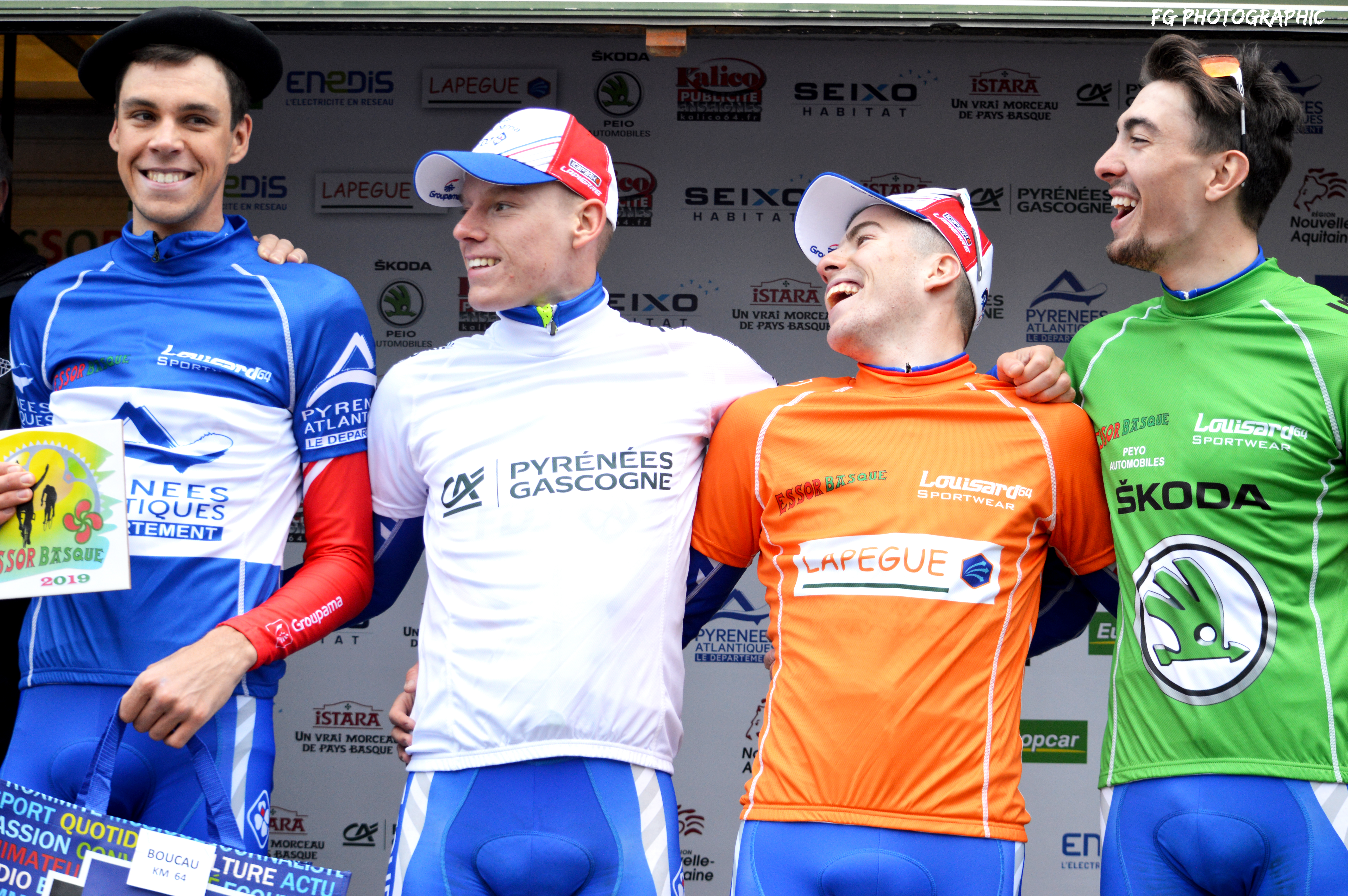
Arrivée de la première course (Essor Basque 2019)
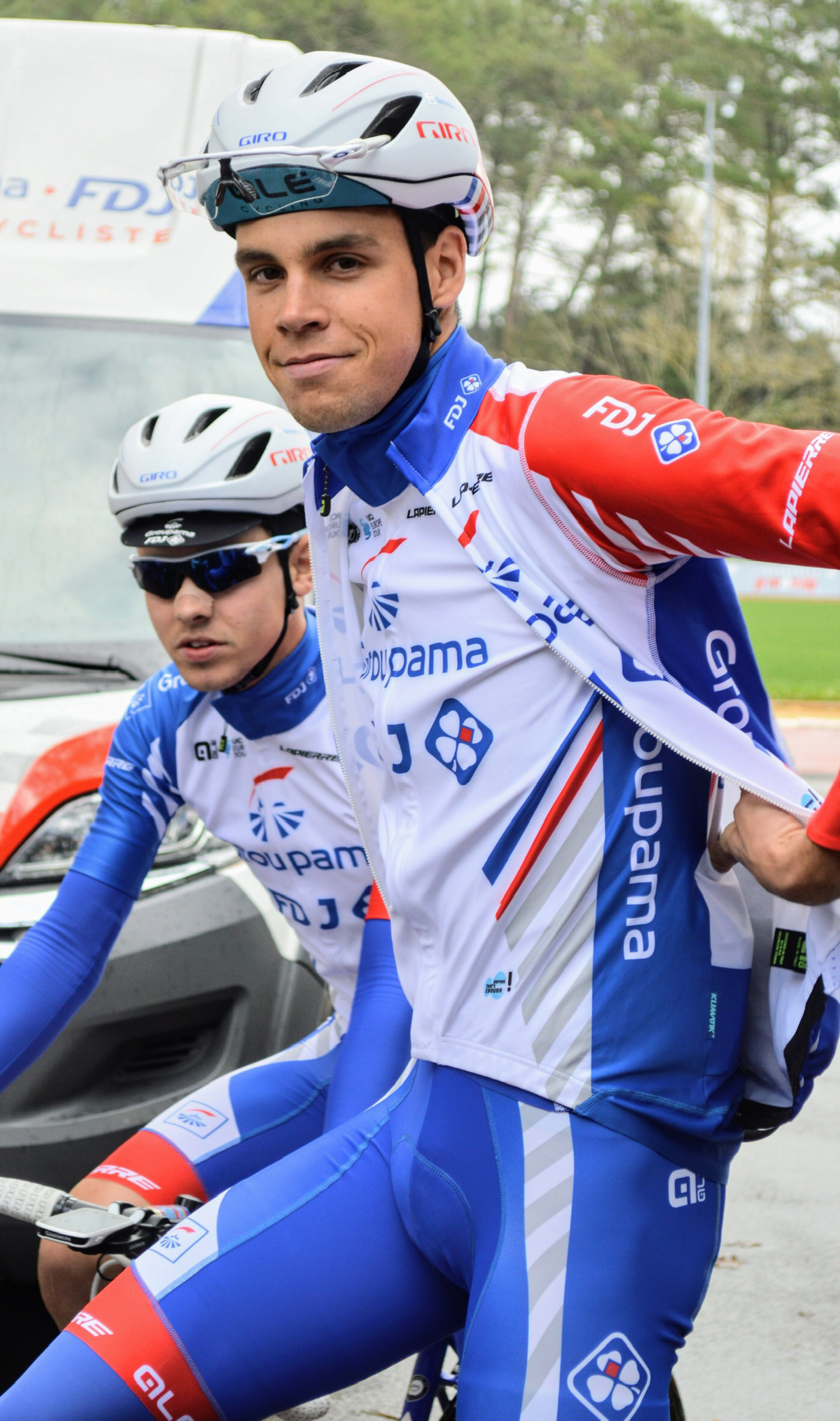
Kevin Geniets avant le départ de l'Essor Basque 2019.